# Welser Autobahn
Welser Autobahn – autostrada nr A 25 w Austrii w ciągu tras europejskich E56 i E552.
Budowę autostrady rozpoczęto w 1971 roku a ukończono w latach 80. Autostrada A25 pełni rolę łącznika pomiędzy autostradą A 1 i autostradą A 8.